# Turritis laxa
Turritis laxa är en korsblommig växtart som först beskrevs av James Edward Smith, och fick sitt nu gällande namn av August von Hayek. Turritis laxa ingår i släktet rockentravar, och familjen korsblommiga växter. Inga underarter finns listade i Catalogue of Life.